# ジョン・レジェンド
ジョン・レジェンド（John Legend）こと、ジョン・ロジャー・スティーブンス（John Roger Stephens、1978年12月28日 - ）は、アメリカ合衆国のR&B、ソウル歌手、ソングライター、ピアニスト。

## 来歴
オハイオ州スプリングフィールドに生まれた。幼少のころからクラシックピアノやゴスペルに親しみ、教会の聖歌隊で歌っていた。学生時代は勉学にも優れた人気者であった。高校では生徒会長を務め、卒業式の式辞朗読者を担当。また、プロムキングに輝いている。高校を16歳で卒業し、ペンシルベニア大学に進学。英語・英文学を専攻し、アフリカ系アメリカ人文学・文化を重点的に学んだ
大学では「ペン・カウンターパーツ（Penn Counterparts）」というアカペラグループに所属した
大学卒業後、最初に就職したのは、ボストン・コンサルティング・グループであった。メジャー・デビュー前は本名のジョン・ステファンズ名義でライブ音源を数枚リリースしており、ブラック・アイド・ピーズのツアーに帯同していた時期もある。他のR&B系アーティスト（ローリン・ヒル、アリシア・キーズ、ジャネット・ジャクソン、メアリー・J・ブライジなど）のアルバムにも多数参加している。
カニエ・ウェストとの出会いは、大学時代のジョンのクラスメートにカニエの従兄弟がおり、彼から紹介を受けたことに始まる。'05年と'07年には来日公演も果たしている。第48回グラミー賞ではBEST R＆B ALBUM、BEST MALE VOCAL PERFORMANCE、BEST NEW ARTISTの見事3部門受賞。2006年11月発売のCHEMISTRYのシングル「遠影 feat. John Legend」にてピアノ客演している。ただし、別録音であったため対面はしていない。
2015年には「オール・オブ・ミー」がビルボード・ミュージック・アワード2015の最優秀楽曲賞にノミネートされる。
2016年のハリウッド映画『ラ・ラ・ランド』に出演し、主人公と共演するミュージシャンを演じる。
2019年、米娯楽誌『ピープル（People）』が選ぶ『2019年最もセクシーな男』に選ばれる。
2021年、アンジェリーク・キジョー、アレハンドロ・サンス、キース・アーバンと共に東京オリンピックの開会式における『イマジン』の歌唱VTRへ参加した。

## 親族

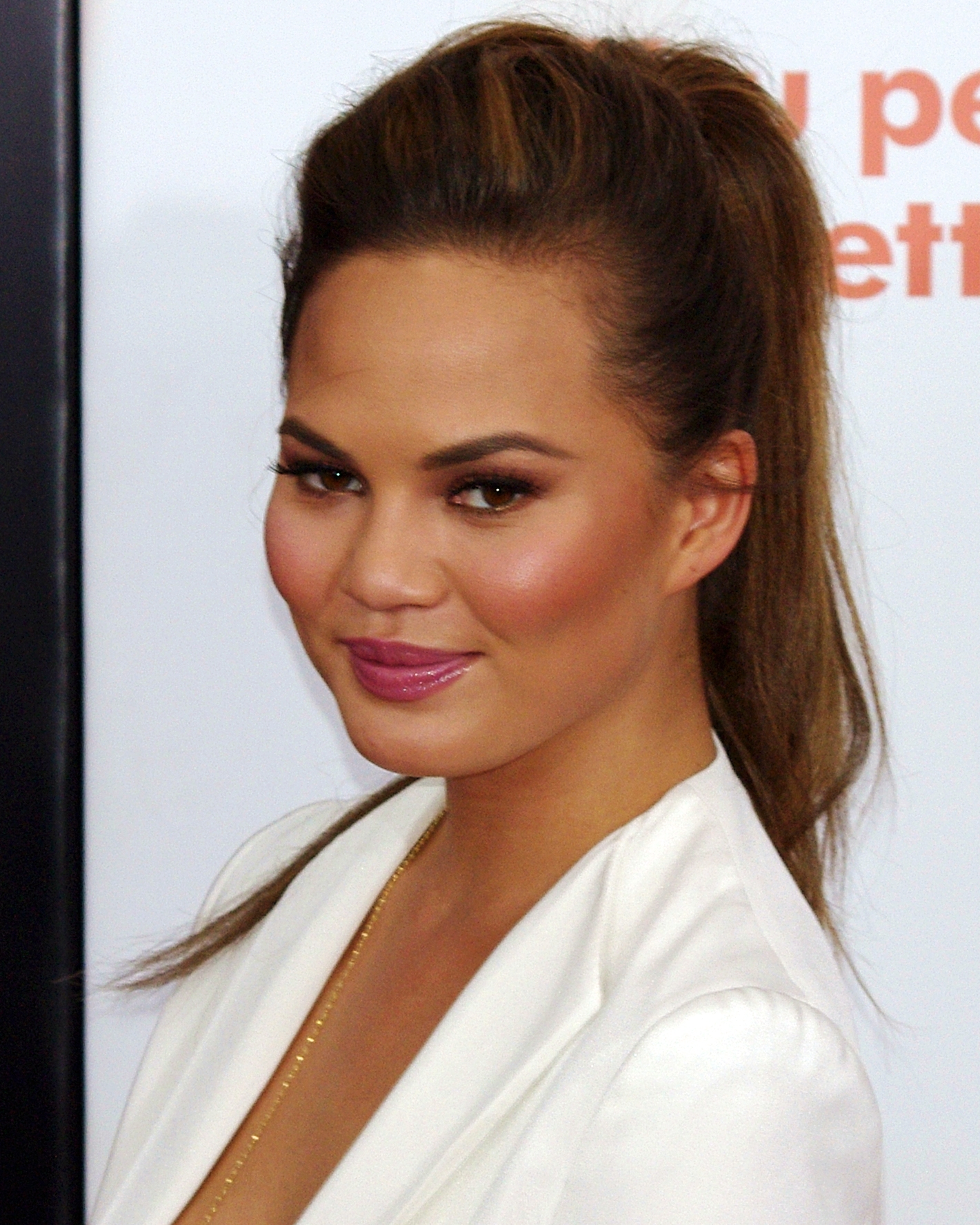
妻のクリッシー・テイゲン

妻はノルウェー系米国人の父とタイ人の母を持つモデルのクリッシー・テイゲン。2006年の「ステレオ」のミュージックビデオ制作で知り合い、2013年に結婚。同年のアルバム「ラブ・イン・ザ・フューチャー」収録の曲「オール・オブ・ミー」はクリッシーに捧げられたもの。二人の間に2児がいる。

## ディスコグラフィ

### アルバム
| 年                                        | タイトル                  | アルバム詳細 | チャート最高位 | チャート最高位 | チャート最高位 | チャート最高位 | チャート最高位 | チャート最高位 | チャート最高位 | チャート最高位 | チャート最高位 | 認定                                                                             |
| 年                                        | タイトル                  | アルバム詳細 | US             | AUS            | CAN            | DEN            | FRA            | ITA            | NLD            | SWI            | UK             | 認定                                                                             |
| ----------------------------------------- | ------------------------- | --- | -------------- | -------------- | -------------- | -------------- | -------------- | -------------- | -------------- | -------------- | -------------- | -------------------------------------------------------------------------------- |
| 2004                                      | Get Lifted                | - 発売日: 2004年12月28日 - レーベル: GOOD Music, Columbia - フォーマット: CD, LP, digital download - 全米売上: 210万枚   | 4              | 36             | 56             | 33             | 53             | 49             | 5              | 65             | 12             | - US: 2× プラチナ - AUS: ゴールド - CAN: ゴールド - ITA: ゴールド - UK: プラチナ |
| 2006                                      | Once Again                | - 発売日: 2006年10月24日 - レーベル: GOOD Music, Columbia - フォーマット: CD, LP, digital download - 全米売上: 116.6万枚 | 3              | 56             | 11             | 21             | 58             | 5              | 2              | 12             | 10             | - US: プラチナ - CAN: ゴールド - ITA: ゴールド - UK: シルバー                    |
| 2008                                      | Evolver                   | - 発売日: 2008年10月28日 - レーベル: GOOD Music, Columbia - フォーマット: CD, LP, digital download - 全米売上: 60.3万枚  | 4              | 66             | 14             | —              | 72             | 19             | 7              | 36             | 21             | - US: ゴールド - UK: シルバー                                                    |
| 2010                                      | Wake Up! (with The Roots) | - 発売日: 2010年9月21日 - レーベル: GOOD Music, Columbia - フォーマット: CD, LP, digital download - 全米売上: 27.3万枚   | 8              | 42             | 16             | 38             | 95             | 27             | 6              | 15             | 26             |                                                                                  |
| 2013                                      | Love in the Future        | - 発売日: 2013年9月3日 - レーベル: GOOD Music, Columbia - フォーマット: CD, LP, digital download - 全米売上: 64.8万枚    | 4              | 15             | 10             | 12             | 67             | 13             | 3              | 16             | 2              | - US: ゴールド - AUS: ゴールド - CAN: ゴールド - UK: プラチナ                    |
| 2016                                      | Darkness and Light        | - 発売日: 2016年12月2日 - レーベル: Columbia - フォーマット: CD, LP, digital download - 全米売上: 2.6万枚                | 14             | 37             | 29             | —              | 149            | 49             | 21             | 32             | 35             |                                                                                  |
| 2018                                      | A Legendary Christmas     | - 発売日: 2018年10月26日 - レーベル: Columbia - フォーマット: CD, LP, Digital download - 全米売上: 1.9万枚               | 26             | 39             | 51             | —              | —              | —              | 62             | —              | —              |                                                                                  |
| "—"は未発売またはチャート圏外を意味する。 |                           | |                |                |                |                |                |                |                |                |                |                                                                                  |

### シングル
- Used to Love U
- Ordinary People
- Number 1
- So High
- Save Room
- Heaven
- P.D.A. (We Just Don't Care)
- Stereo
- Another Again
- Slow Dance
- Green Light
- If You're Out There

## 日本公演
- 2007年

1月10日 なんばHatch、11日 東京国際フォーラムホールA、13日 名古屋クラブダイアモンドホール
- 2008年

3月12日(水)1st/2nd BLUENOTE東京、3月13日1st/2nd BLUENOTE東京
- 2013年

8月10日-11日 サマーソニック2013
- 2014年

10月1日 パシフィコ横浜国立大ホール
- 2018年

3月12日,13日 EX THEATER ROPPONGI